# السفارة السعودية في فنزويلا
سفارة المملكة العربية السعودية في فنزويلا، هي بعثة دبلوماسية سعودية تقع في عاصمة فنزويلا كراكاس ويترأس البعثة سفير خادم الحرمين الشريفين لدى فنزويلا عبدالله بن محمد بن عادي السيحاني العتيبي.

## وصلات خارجية
- موقع سفارة المملكة العربية السعودية السعودية في فنزويلا
- وزارة الخارجية السعودية (بالعربية)
- Ministry of Foreign Affairs of Kingdom of Saudi Arabia (بالإنجليزية)